# Le Râteau
Le Râteau (3809 m n.p.m.) - wybitna góra w grupie górskiej Écrins w Alpach Delfinackich we Francji. Wznosi się w bocznej grani wspomnianej grupy górskiej, rozdzielającej dolinę rzeki Romanche na północy od doliny rzeki Vénéon na południu, a dokładnie: od dzikiej dolinki (fr. vallon de la Selle lub vallon du Diable) potoku Torrent du Diable, będącego jej prawobrzeżnym dopływem.

## Ukształtowanie i topografia
Górę stanowi właściwie wyniosły odcinek wspomnianej wyżej grani, biegnącej tu w osi wschód-zachód. Słowo le râteau w języku francuskim oznacza grabie, co dobrze oddaje kształt góry, przypominającej grabie lub grzebień o wielu nierównych zębach. Wyróżnia się wśród nich dwie skrajne turnie: wschodnią (fr. sommet est, 3809 m n.p.m. - główna kulminacja góry) i zachodnią (fr. sommet ouest, 3769 m n.p.m.). Główna kulminacja góry jest jednocześnie zwornikiem dla trzeciorzędnej grani, która wybiega na południe i rozdziela dolinkę Torrent du Diable od właściwej doliny Vénéon, i w której wznosi się masyw Soreiller (3564 m n.p.m.).
Od sąsiadującej ze wschodu słynnej La Meije oddziela masyw naszego szczytu przełączka Brêche de la Meije (3357 m n.p.m.), zaś od niewybitnej Pointe de la Madeleine (3628 m n.p.m.) na zachodzie - przełęcz Col de la Girose (3514 m n.p.m.). W grani południowej głęboka szczerbina przełączki Brêche du Râteau (3235 m n.p.m.) oddziela Le Râteau od szczytu Tête Nord du Replat (3446 m n.p.m.). Spod grani Le Râteau ku północy opada lodowiec Glacier du Râteau, natomiast ku południu - lodowiec Glacier de la Selle. Od wschodu pod główne spiętrzenie szczytu podchodzą górne piętra lodowca Glacier des Etançons.

## Historia zdobywania
Pierwszego wejścia na główny (wschodni) wierzchołek Le Râteau dokonali 11 lipca 1873 r. William Augustus Brevoort Coolidge i Margaret Brevoort z przewodnikami Christianem Almerem, Christianem Rothem, Peterem Bleuerem i Peterem Michelem. Coolidge'owi towarzyszył w wejściu jego pies o imieniu Tschingel.

## Dostępność
Tzw. voie normale (droga normalna) na szczyt wiedzie granią południową, od przełączki Brêche du Râteau. Ściana północna z kolei oferuje szereg dróg skalnych i lodowych, generalnie trudnych. Wschodnia ściana głównego wierzchołka dostępna jest od Brêche de la Meije.